# 昂妥昔珠单抗
昂妥昔珠单抗（INN：Ontuxizumab）是一种人源化兔单克隆抗体，设计用于治疗癌症。它与内皮唾液酸蛋白（也称TEM1或CD248）结合。该药物的I期试验已经完成，该药物被美国食品药品监督管理局授予治疗肉瘤的孤儿药地位。目前正处于黑色素瘤、结直肠癌、肉瘤和淋巴瘤的II期试验中。
该药物由Morphotek和路德维希癌症研究所开发。